# リチャード・ウィルバー
リチャード・ウィルバー（Richard Wilbur、1921年3月1日 - 2017年10月14日）は。アメリカ合衆国の詩人、文芸翻訳家、絵本作家。ピューリッツァー賞2回、全米図書賞その他多くの賞を贈られ、2人目のアメリカ合衆国桂冠詩人に指名された。

## 経歴
アマースト大学卒業後、兵役についた後、1947年にハーバード大学大学院で修士課程を修め、ジュニア・フェローに選ばれる (1947年–1950年)。
フランスの詩人のヴォルテールに加え、劇作家モリエールやジャン・ラシーヌ、ピエール・コルネイユなどの戯曲の翻訳を手がける。
詩作のほか、4人の子どもの誕生に触れて絵本に興味を抱くと言葉遊びを考え、1973年に自ら絵を描いた “Opposites” (邦訳『…の反対は?』) を著した。
母校ハーバード大学で務めた助教授 (1950年–1954年) をはじめ大学で英語を教え、ウェルズリー大学 (マサチューセッツ州・1955年–1957年)、ウェズリアン大学 (コネチカット州・1957年1977年) に勤続20年、その後スミス大学 (同州・1977年–1986年)に奉職。
アメリカの詩人の団体 Academy of American Poets では1961年就任より30年、理事長職にあった。Library of Congressにより、アメリカ合衆国桂冠詩人 (1987年1988年）に指名され、また文化交流大使として1961年にソビエト連邦を訪問している。
デビュー作は “The beautiful changes : and other poems“。

## 受賞歴

### 詩作
詩人として望みうるすべての賞を授かったと Poetry Foundation は Ruth Lilly 詩作賞授賞式で評した。
- ローマ賞 ― 文学部門 (1955年)[3]
- エドナ・ミレイ記念賞 ― Poetry Society of America (1957年)[3]
- 全米図書賞の詩部門 ― “Things of this World“ (第8回1957年)[3][12]
- ピューリッツァー賞 詩部門 (1957年、1989年) ― 受賞作は“Things of This World : poems” (1957年)、“New and Collected Poems 1989年
- アメリカ合衆国桂冠詩人 ― ロバート・ペン・ウォーレンに次ぐ2人目 (1987年)[5][13]。
- エイキン・テイラー現代詩賞 (The Aiken Taylor Award for Modern American Poetry) ― "Trolling for Blues" (1988年)。アメリカのピューリッツァー賞詩人で小説家のコンラッド・エイキン[14]を記念する賞。The Best American Poetry 1988 に掲載された[3]。

- ロバート・フロスト記念賞 (Poetry Society of America 選定、the Robert Frost Medal)[3] ― 詩作賞 (1996年)
- ウォレス・スティーブンス記念賞 (the Wallace Stevens Award、Academy of American Poets)  ― 詩作賞 (2003年)[3]
- Ruth Lilly Poetry Prize (The Poetry Foundation)[3][15]  ― 受賞の副賞は10万米ドル。(2006年)

### 翻訳
- Bollingen Prize for Poetry ― 翻訳賞 (1963年、1971年)。2回とも Mona Van Duynと2名受賞[3]。受賞作はモリエール "Tartuffe" の訳 (1971年)

## 著書

### 詩

#### 日本語訳のある作品
- 青木日出夫 編『ニューヨーカー短編集』2961号、角川書店〈角川文庫〉、1973年2月。 ― 『キャッチボール』 志摩 隆訳
- リチャード・ウィルバー「リチャード・ウィルバー」『ユリイカ』第12巻7 (増刊号)、青土社、1980年6月、213-215頁、ISSN 1342-5641、NCID AN00045196。 『がまがえるの死』『奇術師』『パングロスの歌・喜劇オペラ風リリック』の3作の邦訳[16]
- 亀井俊介、川本皓嗣 編『それでも、市民の雀よ』岩波書店、1993年、280-285頁。 『Still，Citizen Sparrow』の対訳
- 沢崎順之助「連載アメリカの現代詩人たち—ケネス・レクスロス／リチャード・ウィルバー／アリス・ノトリー」『現代詩手帖』第41巻第1号、思潮社、1998年1月、98-102頁、ISSN 13425544、NCID BN09635765。

#### 英語版の出版物
- Wilbur, Richard (1956). Things of this world : poems. Harcourt, Brace. NCID BA38206454. LCCN 56-6655
- Robert Lowell; Richard Wilbur (1971). Robert Lowell & Richard Wilbur : two Pulitzer Prize winners read from and discuss their works. America's poets. アメリカ・カリフォルニア州ロサンゼルス市ハリウッド: Center for Cassette Studies.
- Wilbur, Richard (2004). Collected poems, 1943-2004. Harcourt

### 絵本
- リチャード・ウィルバー (文と絵) 著、長田弘 訳『…の反対は?』みすず書房〈詩人が贈る絵本〉、2000年。ISBN 4622047225。 NCID BA49758066。 ― 原作の初版は Opposites: Poems and Drawings (children’s poems). Harcourt. (1973)

続編がある。
-  More Opposites (children’s poems). Harcourt. (1991)
-  Runaway Opposites, selections illustrated by Henrik Drescher. Henrik Drescher. Harcourt. (1995)
- Diane D’Andrade, ed (2000). Harcourt Opposites と More Opposites を含む改版。

- リチャード・ウィルバー 著、松岡 享子やく 訳『番ねずみのヤカちゃん』大社玲子(絵)、福音館書店〈世界傑作童話シリーズ〉、1992年。ISBN 4834010996。 NCID BN10323271。
- A Game of Catch. Barry Moser (挿絵). Harcourt. (1994)
- The Catbird’s Song: Prose Pieces, 1963-1995. Harcourt. (1997)
- The Disappearing Alphabet (children’s fiction). David Diaz (挿絵). Harcourt. (1998)
- リチャード・ウィルバー 著、東京子ども図書館 編『ホットケーキ』9号、大社玲子(絵)、東京子ども図書館〈おはなしのろうそく〉、2009年。ISBN 9784885690587。 NCID BB01076789。
- The Pig in the Spigot (children’s fiction). J. Otto Seibold (挿絵). San Diego: Harcourt. (2000). ISBN 9780152020194. OCLC 901886655

### 戯曲の翻訳
- ヴォルテール作戯曲『カンディード、あるいは楽天主義説』他 ― 『カンディード』はバーンスラインのオペラの原作。
- モリエール作戯曲『タルチュフ:あるいはペテン師』他 ― 『タルチュフ:あるいはペテン師』はこの戯曲の英語版では定本とされる[8]。1971年 Bollingen Prize 翻訳賞。
- ピエール・コルネイユ作戯曲『ル・シッド』他

### 作詞
レナード・バーンスタイン作曲のオペラ『キャンディード』(1956年) に歌詞を提供、ソプラノ歌手が歌う曲にまとまった。1986年10月、自由の女神像受贈100周年を記念するリンカーン・センター上演のオペラにカンタータ "On Freedom’s Ground" の歌詞を提供。作曲はウィリアム・シューマンである。
- レナード・バーンスタイン (作曲); リチャード・ウィルバー (作詞); リリアン・ヘルマン (脚本) (1957). Glitter and be gay (Cunegonde's jewel song) from "Candide" [『キャンディード』より Glitter and be gay] (ソプラノ用楽譜 (キーボード用伴奏譜付き)) (英語). USA: G. Schirmer, Inc./ Jalni Publications. OCLC 40781783. 2017年10月18日閲覧。